# تمرد مونستر

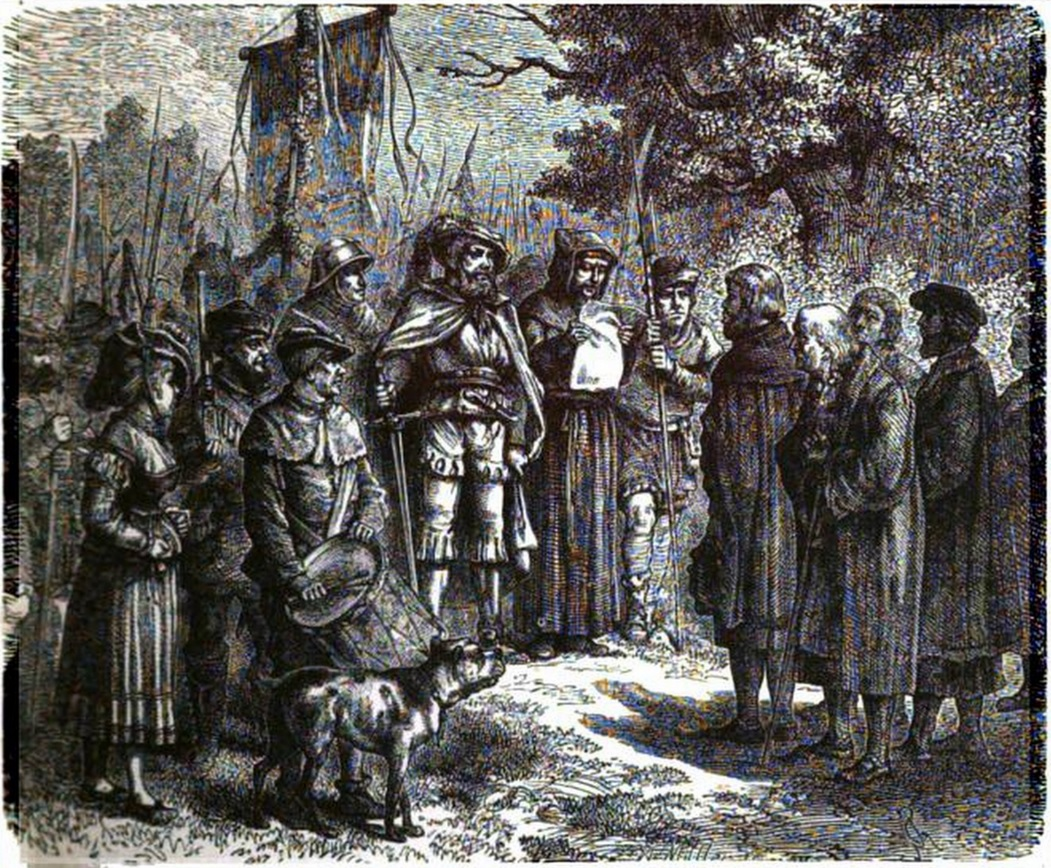
مواطنون قُبض عليهم يمثلون أمام زعيم المعمدانيين أثناء تمرد مونستر.

تمرد مونستر، (1534-1535) هو محاولة من جانب المعمدانيين المتطرفين لإنشاء حكومة طائفية مجتمعية في مدينة مونستر الألمانية التي كانت آنذاك تحت إمارة مونستر الأسقفية في الإمبراطورية الرومانية المقدسة.
خضعت المدينة لحكم المعمدانيين منذ فبراير 1534، واستولوا على مبنى المدينة ونصبوا برنهارد كنيبردولنج عمدة لها، حتى سقوطها في يونيو 1535.

## التمرد

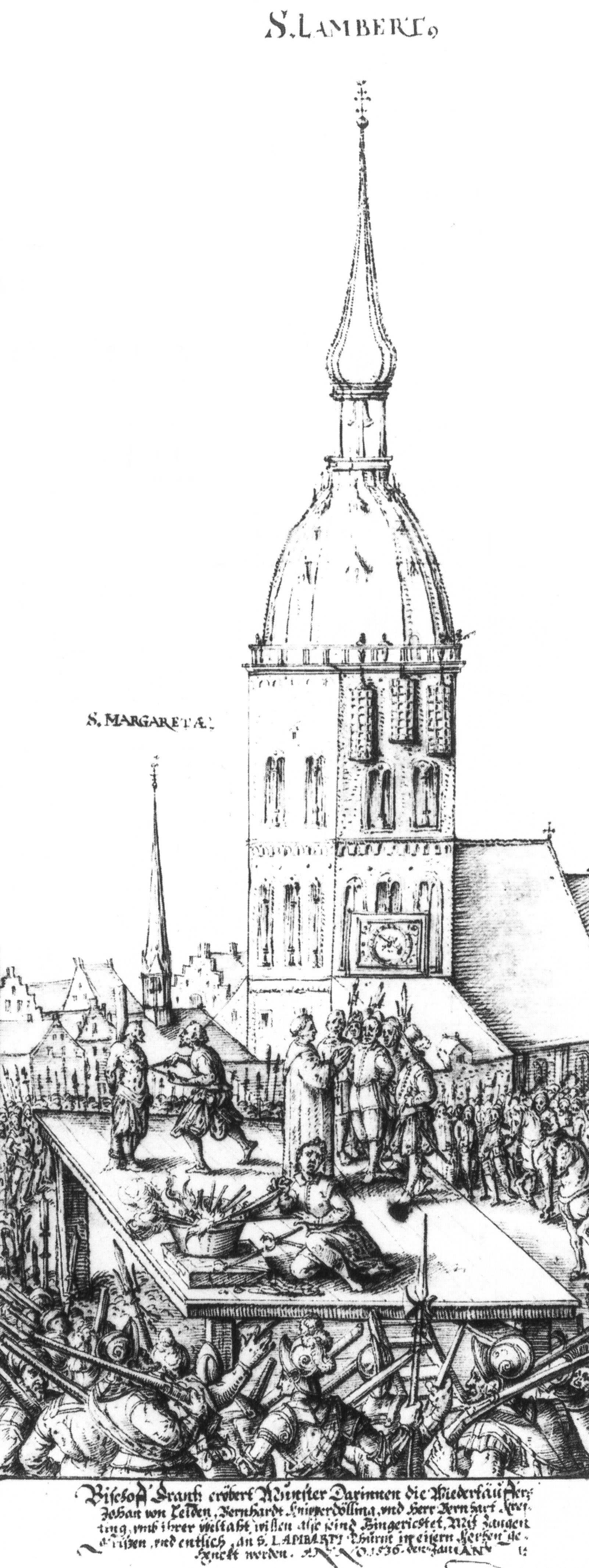
رسم تاريخي لإعدام زعماء التمرد.

بعد حرب الفلاحين الألمانية (1524-1525)، جرت محاولة قوية لتأسيس نظام حكم ديني في مونستر، في وستفاليا (1532-1535). هنا اكتسب المعمدانيون نفوذاً كبيراً، من خلال انضمام برنهارد روثمان القس اللوثري، والعديد من المواطنين والقادة البارزين، بما في ذلك يان ماتيس، وهو خباز من هارلم، ويون بوكيلسون، وهو خياط من لايدن. كان برنهارد روثمان معارضًا لا يعرف الكلل وناقدًا لاذعًا للكاثوليكية وكاتبًا للمنشورات التي نشرها حليفه، تاجر الصوف الثري برنهارد كنيبردولنج. في البداية، نددت المنشورات بالكاثوليكية من منظور لوثري متطرف، ولكنها سرعان ما بدأت تعلن أن الكتاب المقدس يدعو إلى المساواة المطلقة بين البشر في جميع الأمور، بما في ذلك توزيع الثروة. دعت المنشورات فقراء المنطقة إلى الانضمام إلى مواطني مونستر لتقاسم ثروات المدينة.
اعتبر برنهارد روثمان أن مونستر هي "القدس الجديدة"، وفي 5 يناير 1534، دخل عدد من تلاميذه المدينة بدأوا بمعمودية البالغين. وسرعان ما عمَّدوا ما يزيد على 1000 شخص بالغ. وكان هناك موجة من تحطيم الأيقونات في الكاتدرائيات والأديرة، وأصبح إعادة المعمودية إلزاميًا. ووزعوا ممتلكات المهاجرين على الفقراء، وسرعان ما صدر إعلان مفاده أن جميع الممتلكات يجب أن تكون مشتركة.

## الحصار
حاصر الأسقف المطرود فرانز فون فالديك المدينة. وفي أثناء الحصار في أبريل 1534، في أحد عيد الفصح، قاد يان ماتيس، الذي تنبأ بحكم الله على الأشرار في ذلك اليوم، موكبًا من المدينة مع اثني عشر من أتباعه، حيث كان يُعتقد أنه جدعون الثاني. لكن قُتل ماتيس، وعُلقت رأسه على عمود ليراه جميع من في المدينة، كما عُلقت أعضائه التناسلية على بوابة المدينة.
ثم ظهر شخص آخر هو يون بوكيلسون البالغ من العمر 25 عامًا وادعى أنه خليفة ماتيس الديني والسياسي، مبررًا سلطته وأفعاله من خلال ادعائه برؤى من السماء. وقد نمت سلطته حتى أعلن نفسه في النهاية خليفة لداود وتبنى الشعارات الملكية والتشريفات والسلطة المطلقة في "صهيون" الجديدة. وجعل تعدد الزوجات إلزاميًا لحل مشكلة العنوسة، واتخذ لنفسه ست عشرة زوجة. (يقال إن يون قطع رأس إليزابيث فاندشرير في السوق لرفضها الزواج منه، على الرغم من أن هذا الفعل ربما نُسب إليه زوراً بعد وفاته.) وفي الوقت نفسه، كان معظم سكان مونستر يعانون من الجوع نتيجة للحصار الذي دام عامًا.
بعد مقاومة طويلة، استولى المحاصرون على المدينة في 24 يونيو 1535، وقبضوا على يون بوكيلسون وعدة قادة آخرين بارزين من المعمدانيين وسجنوهم. وفي يناير 1536، أعدموهم سوق مونستر. وعرضوا جثثهم في أقفاص معلقة على برج كنيسة القديس لامبرت. حتى الآن لا تزال الأقفاص معلقة هناك.
وفقًا لمصدر معاصر، توفي حوالي 3000 شخص أثناء الحصار.

## العواقب

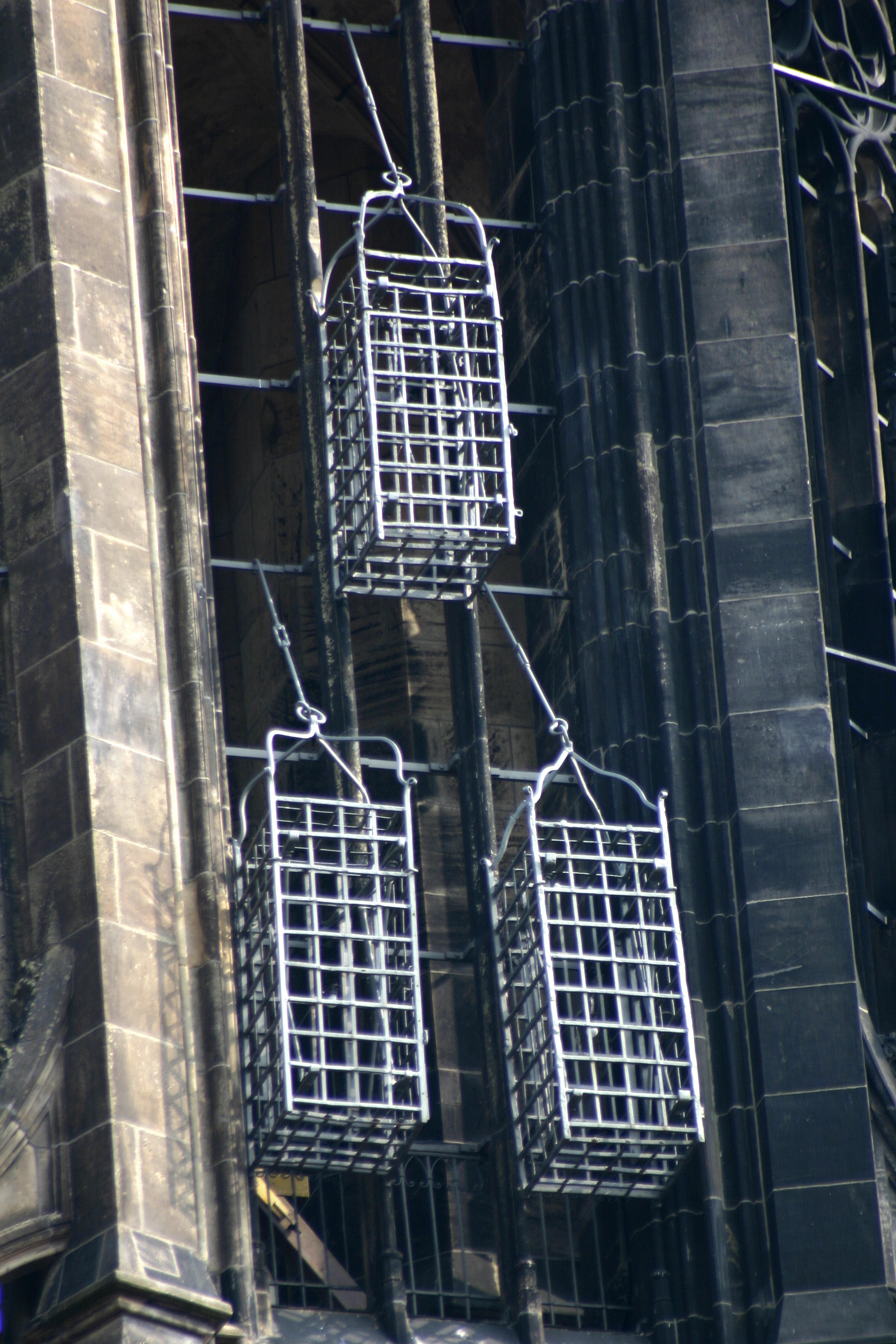
أقفاص زعماء ثورة مونستر في برج كنيسة القديس لامبرت.

كانت ثورة مونستر بمثابة نقطة تحول بالنسبة لحركة المعمدانيين. ولم تتح لها الفرصة مرة أخرى لتولي أهمية سياسية، حيث اعتمدت السلطات المدنية الكاثوليكية واللوثرية تدابير صارمة لمواجهتهم.
حافظ آل باتنبورغ بقيادة يان فان باتنبورغ على التيار الألفي العنيف لتجديد عماد المعمودية الذي شوهد في مونستر. وكانوا متعددين الزوجات ويعتقدون أن استخدام القوة أمر مبرر ضد أي شخص لا ينتمي إلى طائفتهم. تحولت حركتهم إلى نشاط سري بعد قمع تمرد مونستر، حيث كان الأعضاء يتظاهرون بأنهم كاثوليك أو لوثريون حسب الضرورة. وقد وجد بعض المعمدانيين غير المقاومين قادة في مينو سيمونز والأخوين أوبي وديرك فيليبس، القادة المعمدانيين الهولنديين الذين رفضوا العقائد المميزة للمعمدانيين في مونستر. أصبحت هذه المجموعة تُعرف في نهاية المطاف باسم المينوناتية نسبةً إلى مينو سيمونز. لكن هذه الطائفة الجديدة رفضت أي استخدام للعنف وبشروا بإيمان مبني على الرحمة وحب العدو.